# Braunschweiger Turn- und Sportverein Eintracht von 1895 1967-1968
Questa voce raccoglie le informazioni riguardanti il Braunschweiger Turn- und Sportverein Eintracht von 1895 nelle competizioni ufficiali della stagione 1967-1968.

## Stagione
Nella stagione 1967-1968 l'Eintracht Braunschweig, allenato da Helmuth Johannsen, concluse il campionato di Bundesliga al 9º posto. In Coppa di Germania l'Eintracht Braunschweig fu eliminato ai quarti di finale dal Colonia. In Coppa dei Campioni l'Eintracht Braunschweig fu eliminato ai quarti di finale dalla Juventus.

## Rosa
| N. |                     | Ruolo | Calciatore      |
| -- | ------------------- | ----- | --------------- |
|    | Germania (bandiera) | P     | Burkhardt Öller |
|    | Germania (bandiera) | P     | Horst Wolter    |
|    | Germania (bandiera) | D     | Joachim Bäse    |
|    | Germania (bandiera) | D     | Wolfgang Brase  |
|    | Germania (bandiera) | D     | Wolfgang Grzyb  |
|    | Germania (bandiera) | D     | Peter Kaack     |
|    | Germania (bandiera) | D     | Klaus Meyer     |
|    | Germania (bandiera) | D     | Jürgen Moll     |
|    | Germania (bandiera) | D     | Walter Schmidt  |
|    | Germania (bandiera) | D     | Wolfgang Simon  |

| N. |                     | Ruolo | Calciatore      |
| -- | ------------------- | ----- | --------------- |
|    | Germania (bandiera) | C     | Horst Berg      |
|    | Germania (bandiera) | C     | Gerhard Elfert  |
|    | Germania (bandiera) | C     | Michael Polywka |
|    | Germania (bandiera) | A     | Jaro Deppe      |
|    | Germania (bandiera) | A     | Hans-Georg Dulz |
|    | Germania (bandiera) | A     | Klaus Gerwien   |
|    | Germania (bandiera) | A     | Erich Maas      |
|    | Germania (bandiera) | A     | Gerd Saborowski |
|    | Germania (bandiera) | A     | Lothar Ulsaß    |

## Organigramma societario
Area tecnica
- Allenatore: Helmuth Johannsen
- Allenatore in seconda: Heinz Patzig
- Preparatore dei portieri:
- Preparatori atletici:

## Calciomercato

### Sessione estiva
| Acquisti | Acquisti        | Acquisti                   | Acquisti |
| R.       | Nome            | da                         | Modalità |
| -------- | --------------- | -------------------------- | -------- |
| C        | Horst Berg      | Saar 05                    |          |
| A        | Jaro Deppe      | Eintracht Braunschweig U19 |          |
| C        | Gerhard Elfert  | Borussia M'gladbach        |          |
| P        | Burkhardt Öller | E. Braunschweig II         |          |

| Cessioni | Cessioni            | Cessioni           | Cessioni |
| R.       | Nome                | a                  | Modalità |
| -------- | ------------------- | ------------------ | -------- |
| A        | Wolf-Rüdiger Krause | Wolfsburg          |          |
| D        | Wolfgang Matz       | Fortuna Düsseldorf |          |
| C        | Werner Rinas        | Schweinfurt 05     |          |

## Risultati

### Bundesliga

#### Girone di andata
| Arbitro: | Thier |

|            |           |  |
| Bründl 89’ | Marcatori |  |

| Arbitro: | Kreitlein |

|             |           |  |
| Schmidt 21’ | Marcatori |  |

| Stoccarda 2 settembre 1967, ore 16:00 CET 3ª giornata | Stoccarda | 0 – 0 referto | Eintracht Braunschweig | Neckarstadion (51 000 spett.)\| Arbitro: \| Fritz \| |
| Arbitro:                                              | Fritz     |               |                        |                                                      |

| Arbitro: | Niemeyer |

|  |           |                              |
|  | Marcatori | 5’ Görts 61’ Ferner 88’ Rupp |

| Arbitro: | Betz |

|                              |           |                   |
| Windhausen 41’ Hasebrink 68’ | Marcatori | 76’ Berg 85’ Maas |

| Arbitro: | Malka |

|  |           |                           |
|  | Marcatori | 7’ Strehl 30’, 88’ Brungs |

| Arbitro: | Binder |

|                                 |           |                                  |
| Pavlić 17’ (rig.) Heidemann 82’ | Marcatori | 18’ Dulz 32’ Moll 34’ Saborowski |

| Arbitro: | Riegg |

|                      |           |  |
| Berg 31’ Gerwien 39’ | Marcatori |  |

| Arbitro: | Wengenmayer |

|                       |           |           |
| Straschitz 59’ (rig.) | Marcatori | 11’ Ulsaß |

| Arbitro: | Thier |

|          |           |  |
| Maas 80’ | Marcatori |  |

| Arbitro: | Siebert |

|  |           |           |
|  | Marcatori | 65’ Ulsaß |

| Arbitro: | Niemeyer |

|           |           |  |
| Ulsaß 66’ | Marcatori |  |

| Arbitro: | Weyland |

|           |           |                     |
| Gayer 17’ | Marcatori | 4’ Elfert 86’ Ulsaß |

| Arbitro: | Heumann |

|  |           |              |
|  | Marcatori | 26’ Kurbjuhn |

| Arbitro: | Hennig |

|                         |           |  |
| Schämer 2’ Bechtold 69’ | Marcatori |  |

| Arbitro: | Ott |

|                      |           |            |
| Gerwien 30’ Berg 52’ | Marcatori | 81’ Laumen |

| Arbitro: | Betz |

|             |           |  |
| Thielen 61’ | Marcatori |  |

#### Girone di ritorno
| Arbitro: | Hillebrand |

|  |           |             |
|  | Marcatori | 81’ Kohlars |

| Arbitro: | Schreiner |

|  |           |                       |
|  | Marcatori | 61’ Gerwien 74’ Ulsaß |

| Arbitro: | Malka |

|                       |           |             |
| Ulsaß 13’ (rig.), 66’ | Marcatori | 38’ Sieloff |

| Arbitro: | Kreitlein |

|                                    |           |                      |
| Danielsen 21’ Ferner 65’ Görts 68’ | Marcatori | 42’ Ulsaß 82’ Elfert |

| Arbitro: | Siebert |

|           |           |  |
| Ulsaß 81’ | Marcatori |  |

| Arbitro: | Deuschel |

|                              |           |          |
| Čebinac 51’ Volkert 77’, 79’ | Marcatori | 40’ Maas |

| Arbitro: | Tschenscher |

|                             |           |  |
| Grzyb 16’ Moll 32’ Maas 60’ | Marcatori |  |

| Arbitro: | Betz |

|                            |           |          |
| Ferdinand 55’ Bechmann 74’ | Marcatori | 42’ Moll |

| Arbitro: | Thier |

|  |           |              |
|  | Marcatori | 61’ Rodekamp |

| Arbitro: | Siepe |

|                               |           |  |
| Ohlhauser 53’, 84’ Müller 88’ | Marcatori |  |

| Arbitro: | Regely |

|                     |           |  |
| Elfert 51’ Dulz 59’ | Marcatori |  |

| Arbitro: | Radermacher |

|            |           |                      |
| Müller 15’ | Marcatori | 20’ Schmidt 85’ Moll |

| Arbitro: | Seiler |

|                                                   |           |                                  |
| Moll 38’ Polywka 40’ Schmidt 51’ Ulsaß 76’ (rig.) | Marcatori | 57’ (rig.) Gayer 90’ Linsenmaier |

| Amburgo 27 aprile 1968, ore 15:30 CET 31ª giornata | Amburgo | 0 – 0 referto | Eintracht Braunschweig | Volksparkstadion (9 000 spett.)\| Arbitro: \| Heumann \| |
| Arbitro:                                           | Heumann |               |                        |                                                          |

| Braunschweig 11 maggio 1968, ore 15:30 CET 32ª giornata | Eintracht Braunschweig | 0 – 0 referto | Eintracht Francoforte | Stadion an der Hamburger Straße (10 000 spett.)\| Arbitro: \| Eschweiler \| |
| Arbitro:                                                | Eschweiler             |               |                       |                                                                             |

| Arbitro: | Handwerker |

|                       |           |  |
| Netzer 9’ Kremers 83’ | Marcatori |  |

| Arbitro: | Seiler |

|             |           |                         |
| Polywka 42’ | Marcatori | 10’ Overath 18’ Thielen |

### Coppa di Germania
| Arbitro: | Niemeyer |

|                           |           |                        |
| Linsenmaier 27’ Kuntz 76’ | Marcatori | 18’, 25’ Berg 79’ Dulz |

| Arbitro: | Wengenmayer |

|                             |           |                                    |
| Słomiany 20’ Blechinger 73’ | Marcatori | 6’ Gerwien 54’ Saborowski 77’ Maas |

| Arbitro: | Biwersi |

|           |           |           |
| Ulsaß 92’ | Marcatori | 110’ Löhr |

| Arbitro: | Kreitlein |

|                     |           |           |
| Overath 2’ Löhr 24’ | Marcatori | 53’ Ulsaß |

### Coppa dei Campioni
| Arbitro: | Bəhramov |

|           |           |  |
| Hasil 54’ | Marcatori |  |

| Arbitro: | Wharton |

|                          |           |  |
| Grzyb 37’ Saborowski 42’ | Marcatori |  |

| Arbitro: | Droz |

|                             |           |                            |
| Kaack 28’ Dulz 37’ Berg 38’ | Marcatori | 12’ (aut.) Kaack 82’ Sacco |

| Arbitro: | Schiller |

|                       |           |  |
| Bercellino 88’ (rig.) | Marcatori |  |

| Arbitro: | Dienst |

|               |           |  |
| Magnusson 56’ | Marcatori |  |

## Statistiche

### Statistiche di squadra
| Competizione       | Punti | In casa | In casa | In casa | In casa | In casa | In casa | In trasferta | In trasferta | In trasferta | In trasferta | In trasferta | In trasferta | Totale | Totale | Totale | Totale | Totale | Totale | DR |
| Competizione       | Punti | G       | V       | N       | P       | Gf      | Gs      | G            | V            | N            | P            | Gf           | Gs           | G      | V      | N      | P      | Gf     | Gs     | DR |
| ------------------ | ----- | ------- | ------- | ------- | ------- | ------- | ------- | ------------ | ------------ | ------------ | ------------ | ------------ | ------------ | ------ | ------ | ------ | ------ | ------ | ------ | -- |
| Bundesliga         | 35    | 17      | 10      | 1       | 6       | 20      | 15      | 17           | 5            | 4            | 8            | 17           | 24           | 34     | 15     | 5      | 14     | 37     | 39     | -2 |
| Coppa di Germania  | -     | 1       | 0       | 1       | 0       | 1       | 1       | 3            | 2            | 0            | 1            | 7            | 6            | 4      | 2      | 1      | 1      | 8      | 7      | +1 |
| Coppa dei Campioni | -     | 2       | 2       | 0       | 0       | 5       | 2       | 3            | 0            | 0            | 3            | 0            | 3            | 5      | 2      | 0      | 3      | 5      | 5      | 0  |
| Totale             | 35    | 20      | 12      | 2       | 6       | 26      | 18      | 23           | 7            | 4            | 12           | 24           | 33           | 43     | 19     | 6      | 18     | 50     | 51     | -1 |

### Andamento in campionato
| Giornata  | 1  | 2  | 3  | 4  | 5  | 6  | 7  | 8  | 9  | 10 | 11 | 12 | 13 | 14 | 15 | 16 | 17 | 18 | 19 | 20 | 21 | 22 | 23 | 24 | 25 | 26 | 27 | 28 | 29 | 30 | 31 | 32 | 33 | 34 |
| --------- | -- | -- | -- | -- | -- | -- | -- | -- | -- | -- | -- | -- | -- | -- | -- | -- | -- | -- | -- | -- | -- | -- | -- | -- | -- | -- | -- | -- | -- | -- | -- | -- | -- | -- |
| Luogo     | T  | C  | T  | C  | T  | C  | T  | C  | T  | C  | T  | C  | T  | C  | T  | C  | T  | C  | T  | C  | T  | C  | T  | C  | T  | C  | T  | C  | T  | C  | T  | C  | T  | C  |
| Risultato | P  | V  | N  | P  | N  | P  | V  | V  | N  | V  | V  | V  | V  | P  | P  | V  | P  | P  | V  | V  | P  | V  | P  | V  | P  | P  | P  | V  | V  | V  | N  | N  | P  | P  |
| Posizione | 13 | 10 | 10 | 14 | 13 | 15 | 14 | 11 | 10 | 8  | 4  | 3  | 3  | 4  | 6  | 5  | 8  | 10 | 8  | 5  | 7  | 5  | 6  | 6  | 6  | 8  | 11 | 10 | 8  | 6  | 7  | 6  | 8  | 9  |

Legenda:

Luogo: C = Casa; T = Trasferta. Risultato: V = Vittoria; N = Pareggio; P = Sconfitta.

### Statistiche dei giocatori
| Giocatore     | Bundesliga | Bundesliga | Bundesliga  | Bundesliga | Coppa di Germania | Coppa di Germania | Coppa di Germania | Coppa di Germania | Coppa dei Campioni | Coppa dei Campioni | Coppa dei Campioni | Coppa dei Campioni | Totale   | Totale | Totale      | Totale     |
| Giocatore     | Presenze   | Reti       | Ammonizioni | Espulsioni | Presenze          | Reti              | Ammonizioni       | Espulsioni        | Presenze           | Reti               | Ammonizioni        | Espulsioni         | Presenze | Reti   | Ammonizioni | Espulsioni |
| ------------- | ---------- | ---------- | ----------- | ---------- | ----------------- | ----------------- | ----------------- | ----------------- | ------------------ | ------------------ | ------------------ | ------------------ | -------- | ------ | ----------- | ---------- |
| H. Berg       | 30         | 3          | 0           | 0          | 2                 | 2                 | 0                 | 0                 | 4                  | 1                  | 0                  | 0                  | 36       | 6      | 0           | 0          |
| W. Brase      | 0          | 0          | 0           | 0          | 0                 | 0                 | 0                 | 0                 | 0                  | 0                  | 0                  | 0                  | 0        | 0      | 0           | 0          |
| J. Bäse       | 33         | 0          | 0           | 0          | 4                 | 0                 | 0                 | 0                 | 5                  | 0                  | 0                  | 0                  | 42       | 0      | 0           | 0          |
| J. Deppe      | 4          | 0          | 0           | 0          | 1                 | 0                 | 0                 | 0                 | 0                  | 0                  | 0                  | 0                  | 5        | 0      | 0           | 0          |
| H. Dulz       | 16         | 2          | 0           | 0          | 3                 | 1                 | 0                 | 0                 | 3                  | 1                  | 0                  | 0                  | 22       | 4      | 0           | 0          |
| G. Elfert     | 22         | 3          | 0           | 0          | 3                 | 0                 | 0                 | 0                 | 2                  | 0                  | 0                  | 0                  | 27       | 3      | 0           | 0          |
| K. Gerwien    | 30         | 3          | 0           | 0          | 2                 | 1                 | 0                 | 0                 | 4                  | 0                  | 0                  | 0                  | 36       | 4      | 0           | 0          |
| W. Grzyb      | 31         | 1          | 0           | 0          | 4                 | 0                 | 0                 | 0                 | 5                  | 1                  | 0                  | 0                  | 40       | 2      | 0           | 0          |
| P. Kaack      | 33         | 0          | 0           | 0          | 4                 | 0                 | 0                 | 0                 | 5                  | 1                  | 0                  | 0                  | 42       | 1      | 0           | 0          |
| E. Maas       | 27         | 4          | 0           | 0          | 2                 | 1                 | 0                 | 0                 | 5                  | 0                  | 0                  | 0                  | 34       | 5      | 0           | 0          |
| K. Meyer      | 9          | 0          | 0           | 0          | 0                 | 0                 | 0                 | 0                 | 0                  | 0                  | 0                  | 0                  | 9        | 0      | 0           | 0          |
| J. Moll       | 34         | 5          | 0           | 0          | 4                 | 0                 | 0                 | 0                 | 5                  | 0                  | 0                  | 0                  | 43       | 5      | 0           | 0          |
| M. Polywka    | 15         | 2          | 0           | 0          | 3                 | 0                 | 0                 | 0                 | 0                  | 0                  | 0                  | 0                  | 18       | 2      | 0           | 0          |
| G. Saborowski | 22         | 1          | 0           | 0          | 3                 | 1                 | 0                 | 0                 | 3                  | 1                  | 0                  | 0                  | 28       | 3      | 0           | 0          |
| W. Schmidt    | 31         | 3          | 0           | 0          | 4                 | 0                 | 0                 | 0                 | 5                  | 0                  | 0                  | 0                  | 40       | 3      | 0           | 0          |
| W. Simon      | 1          | 0          | 0           | 0          | 0                 | 0                 | 0                 | 0                 | 0                  | 0                  | 0                  | 0                  | 1        | 0      | 0           | 0          |
| L. Ulsaß      | 19         | 10         | 0           | 0          | 2                 | 2                 | 0                 | 0                 | 4                  | 0                  | 0                  | 0                  | 25       | 12     | 0           | 0          |
| H. Wolter     | 32         | 0          | 0           | 0          | 4                 | 0                 | 0                 | 0                 | 5                  | 0                  | 0                  | 0                  | 41       | 0      | 0           | 0          |
| B. Öller      | 3          | 0          | 0           | 0          | 0                 | 0                 | 0                 | 0                 | 0                  | 0                  | 0                  | 0                  | 3        | 0      | 0           | 0          |